# DONET2

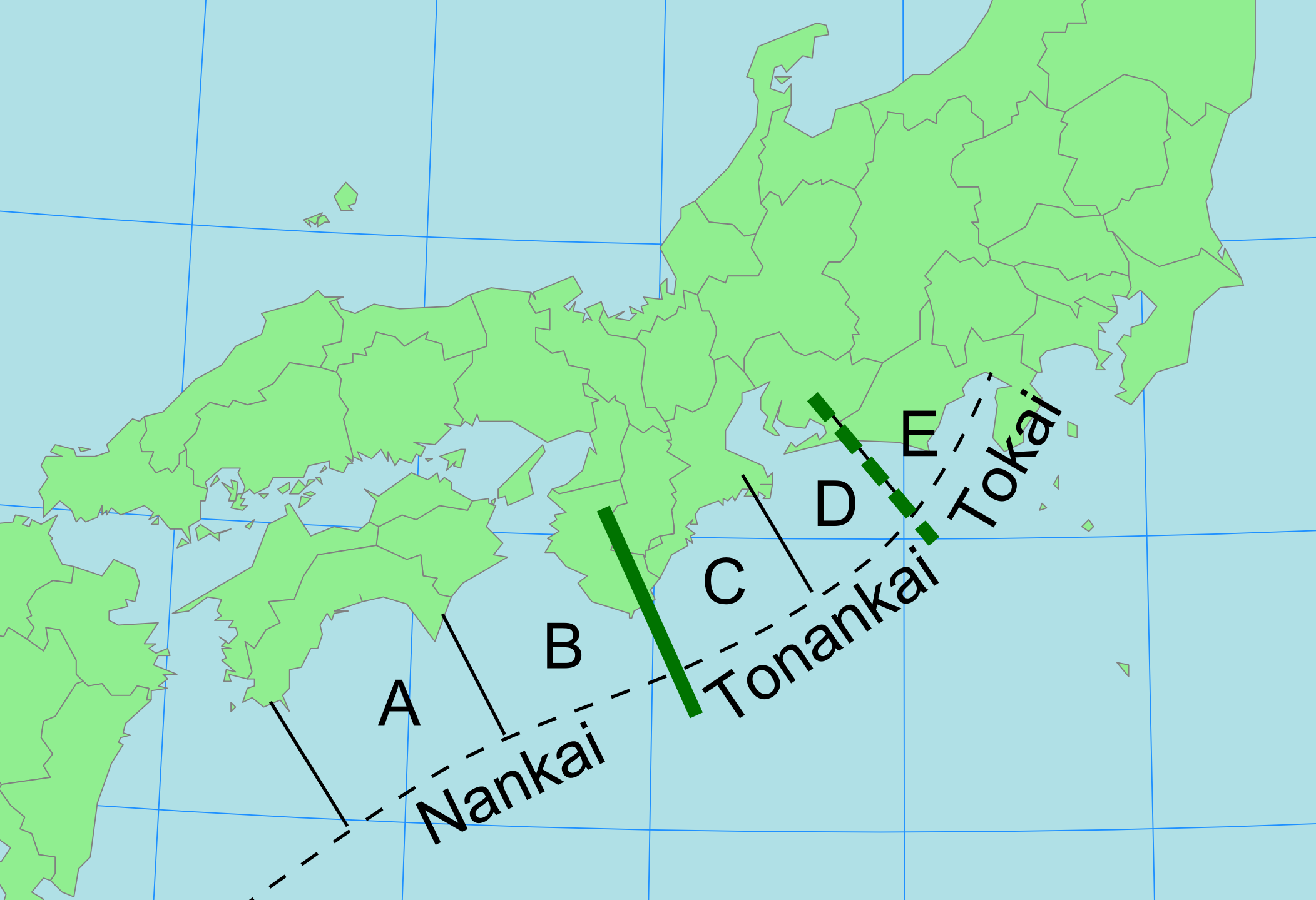
東海・東南海・南海地震震源域、このB領域がDONET2の観測域である

DONET2とは、Dense Oceanfloor Network system for Earthquakes and Tsunamis 2の略称で海洋研究開発機構により構築され防災科学技術研究所が運用管理する潮岬沖から室戸岬沖の南海トラフで発生すると想定されている南海地震の想定震源域の紀伊水道に敷設された地震・津波観測監視システムのひとつで、2015年度からの運用開始された。なお、東南海地震の想定震源域には、DONETが整備され2011年から稼働中である。

## 概要
潮岬沖から室戸岬沖の海底には、稠密かつ高精度に地震や津波等のリアルタイム観測を行うための観測機器が設置される予定で、観測データは陸上局から専用回線によりリアルタイムで海洋研究開発機構や防災科学技術研究所、気象庁への配信が計画されている。海溝型地震と地震により発生する津波を常時観測監視するための、陸上局とケーブル式の海底地震計や水圧計などにより構成される。高知県室戸市と徳島県海陽町に設置された陸上局から総延長350km程度の基幹ケーブルをループ状に敷設した地震・津波観測システム。途中7箇所の拡張用分岐装置に30箇所程度の観測点を設置する。
1. 通信用海底ケーブル技術を用いた高信頼性能を持つ両端陸揚げの基幹ケーブルシステム。
2. 海底における科学観測を実施するために必要な機能が集約されたノード。
3. 最新鋭のセンサー群から構成される交換可能な観測装置。

強震計、広帯域地震計、水晶水圧計、微差圧計、ハイドロフォン、精密温度計が設置され、地殻変動のようなゆっくりした動きから大きな地振動まであらゆるタイプの海底の動きを確実に捉える。
水深1,500mよりも浅い海域では、底引き網から観測機器を守るため海底下1m程度に埋設される。

## 目的
1. 地震によって発生する震動及び津波の発生を震源に近い場所で捉え、陸上観測点より10数秒早く検知し被害を最小限に抑えるための警報を発する。
2. 想定震源域で発生する陸上では捉えられない微小な地震を、多点同時、リアルタイムで観測し地震発生メカニズムを解明する。

## 略歴
- 2006年 文部科学省から海洋研究開発機構への補助事業として「地震・津波観測監視システム開発」の研究開発着手。
- 2011年 観測点と基幹ケーブルのルート、地上局それぞれ予定地の選定を実施。
- 2015年度 運用開始。
- 2016年4月1日 管理主体が海洋研究開発機構から防災科学技術研究所に移管された[1]。

## 類似の観測網
- DONET - 熊野灘沖に敷設され、東南海地震の想定震源域を観測
- N-net - 日向灘(都井岬)から四国沖(室戸岬)を結ぶ海域において整備が進められている地震津波観測網
- 日本海溝海底地震津波観測網[2] - 東北地方太平洋沖地震をきっかけとして整備済み
- 室戸岬沖
- 御前崎沖
- 釧路・十勝沖